# Eugene Stoner
Eugene Morrison Stoner (22 de novembro de 1922 – 24 de abril de 1997) foi um designer americano de armas de fogo que é mais associado com o desenvolvimento do fuzil ArmaLite AR-15 que foi adotado pelos militares americanos como M16. 

## Início de vida
O filho de Lloyd Lester Stoner e Billie Morrison, Stoner frequentou o ensino médio em Long Beach e após a graduação trabalhou para a Vega Aircraft Company instalando armamento.
Durante Segunda Guerra Mundial, ele se alistou para Ordnance de Aviação no Corpo de Fuzileiros Navais dos Estados Unidos e serviu no Pacífico Sul e norte da China.

## Engenheiro
No final de 1945 Stoner começou a trabalhar na loja de máquinas para Whittaker, uma empresa de equipamento de aeronaves, e finalmente tornou-se um Engenheiro de Design.
Em 1954, trabalhou como engenheiro-chefe para ArmaLite, uma divisão da Fairchild Engine & Airplane Corporation. Enquanto na ArmaLite, ele projetou uma série de protótipos de armas pequenas, incluindo AR-3, AR-9, AR-11, AR-12, nenhum dos quais viu uma produção significativa. Seu único sucesso real durante este período foi o rifle de sobrevivência AR-5, que foi adotado pela Força Aérea dos Estados Unidos.

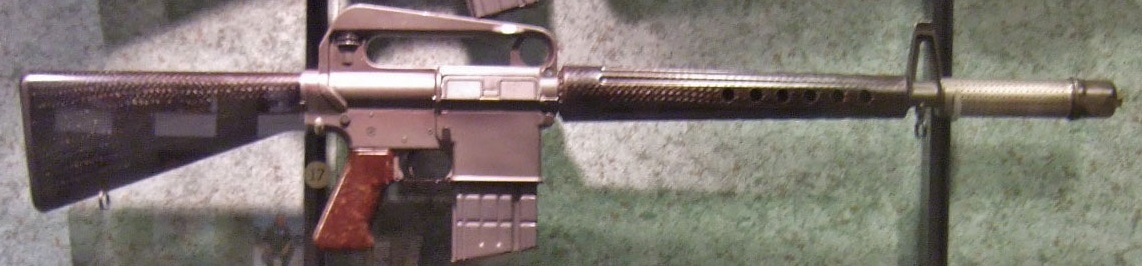
ArmaLite AR-10

Em 1955, Stoner concluiu o trabalho do revolucionário projeto inicial do ArmaLite AR-10, um leve peso de 3,29 kg (7.25 lbs.) rifle de infantaria fogo seletivo de calibre 7.62×51mm NATO. O AR-10 foi submetido para ensaios de avaliação para o Exército dos EUA no campo de testes Aberdeen no final de 1956. Em comparação com os modelos dos rifles concorrentes submetidos anteriormente para avaliação, o AR-10 era menor, mais fácil de disparar em automático, e muito mais leve. No entanto, chegou muito tarde no ciclo de testes, e o exército rejeitou o AR-10 em favor do T44 mais convencional, que se tornou M14. O design do AR-10 foi posteriormente licenciado para a empresa holandesa Artillerie Inrichtingen, que produziu o AR-10 até 1960 para venda a várias forças militares.

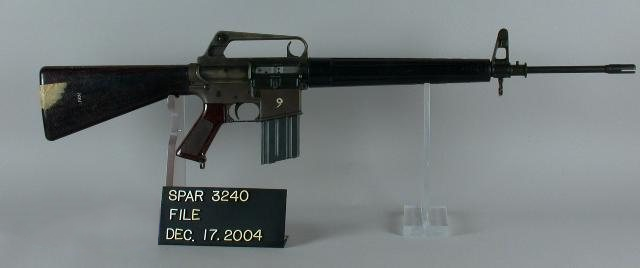
ArmaLite AR-15

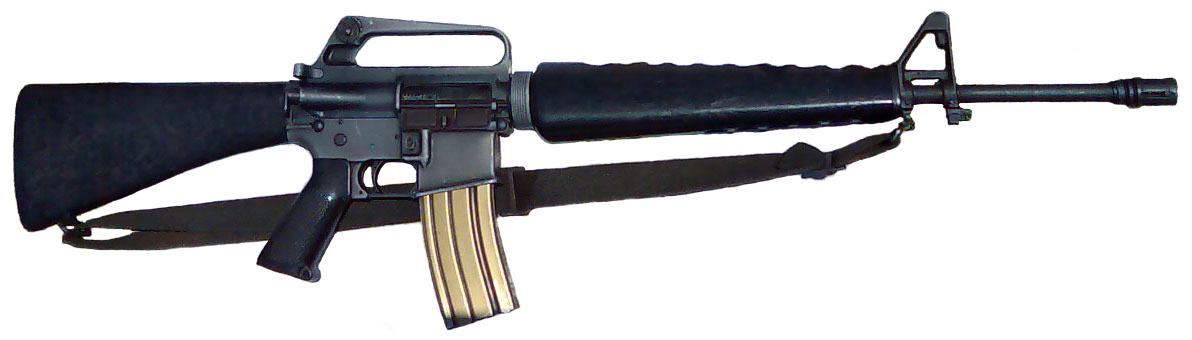
Fuzil M16A1

A pedido dos militares dos EUA, o assistente-chefe de Stoner, Robert Fremont e Jim Sullivan projetaram o Armalite AR-15 a partir do modelo básico do AR-10, reduzindo-o para disparar o cartucho de calibre pequeno .223 Remington, ligeiramente aumentado para atender aos requisitos mínimos de penetração do Exército. O AR-15 foi adotado mais tarde pelas forças militares dos Estados Unidos como o M16.
Após a ArmaLite vender os direitos do AR-15 para Colt, Stoner voltou sua atenção para o projeto AR-16. Este era um outro rifle avançado de 7,62 mm, mas usou um pistão mais convencional e um número de peças estampadas para reduzir o custo. Esta arma viu-se apenas o desenvolvimento de um protótipo mas a adaptação ao .223 resultou no pouco bem-sucedido e muitas vezes imitado Armalite AR-18.

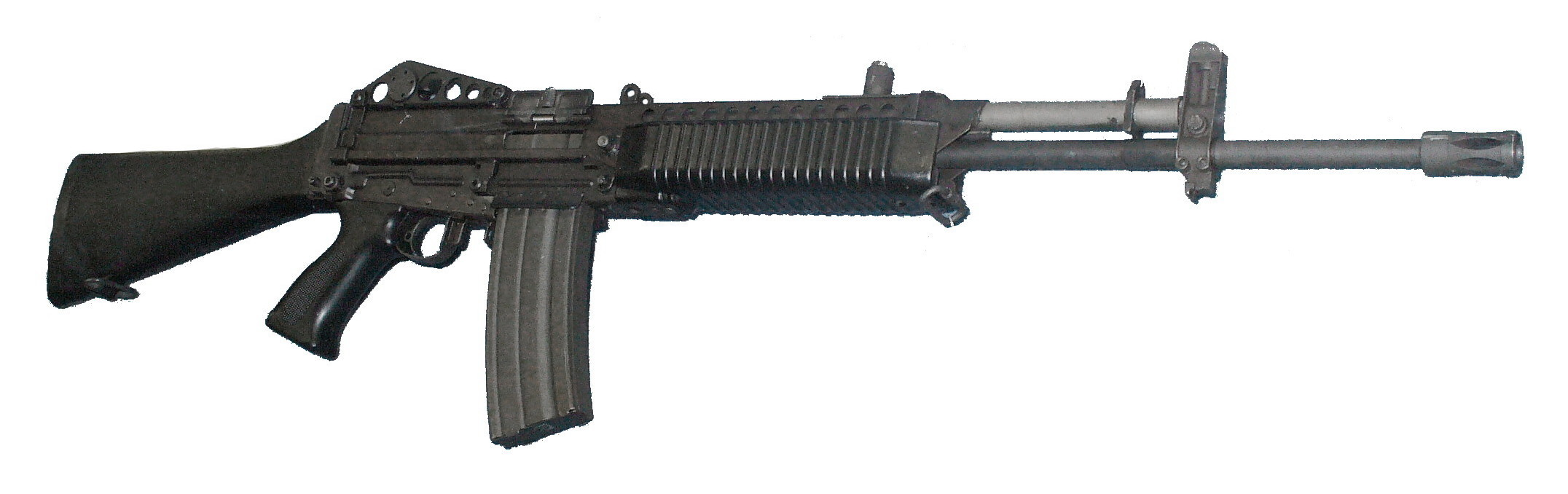
Fuzil Stoner 63

Stoner deixou a ArmaLite em 1961 para servir como consultor para Colt. Ele finalmente aceitou uma posição com Cadillac Gage onde ele projetou o Stoner 63 Weapons System. Este era um sistema de armas modular que poderia ser reconfigurado para ser um rifle padrão automático, uma metralhadora leve, uma metralhadora média ou uma metralhadora fixa solenoide. 
O Stoner Weapons System usou um sistema de choque de gás operado por pistão. Mais uma vez, Robert Fremont e Jim Sullivan pegaram um rifle do Stoner e o redesenharam para o cartucho .223 Remington, para criar o Stoner 63 Weapons System.
Stoner trabalhou para a TRW projetando o canhão auto TRW 6425 de 25 mm Bushmaster, que mais tarde foi fabricado pela Oerlikon como KBA.
Ele cofundou a ARES Incorporated de Port Clinton, Ohio, em 1972, mas deixou a companhia em 1989, depois de projetar a Ares Light Machine Gun, às vezes conhecida como Stoner 86. Era uma versão evoluída do Stoner 63. Em Ares, ele também projetou o Future Assault Rifle Concept (FARC).

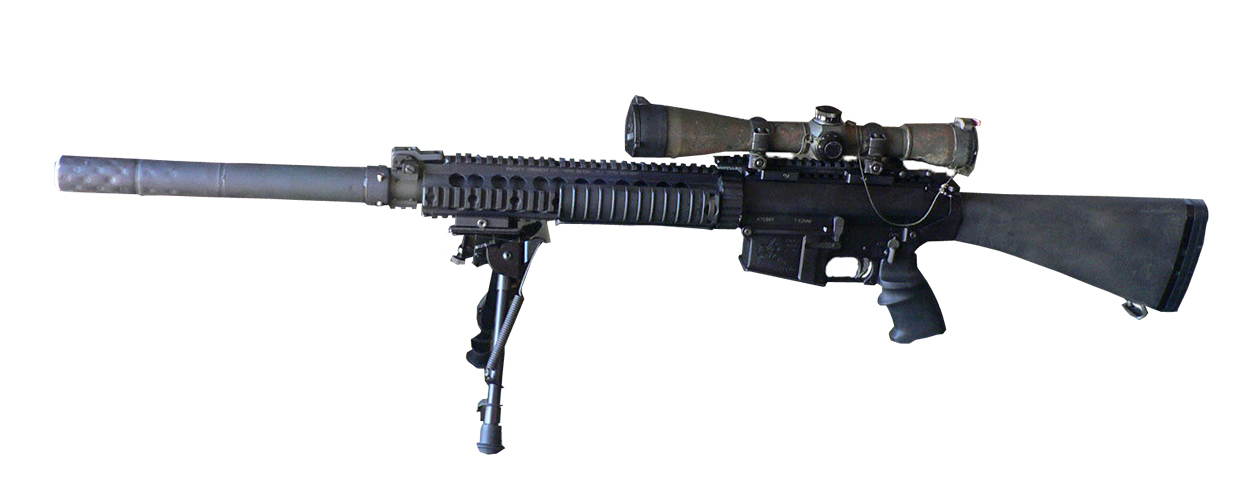
Fuzil KAC SR-25

Em 1990, ele se juntou a Knight's Armament Company (KAC) para criar o Stoner Rifle-25 (SR-25), que atualmente vê o serviço militar como o Mark 11 Mod 0 Sniper Weapon System da marinha dos Estados Unidos. Enquanto na KAC, ele também trabalhou em mais uma versão do Stoner Weapons System, chamado Stoner 96. Entre seus últimos projetos foram o rifle SR-50 e o Colt 2000.

## Mikhail T. Kalashnikov

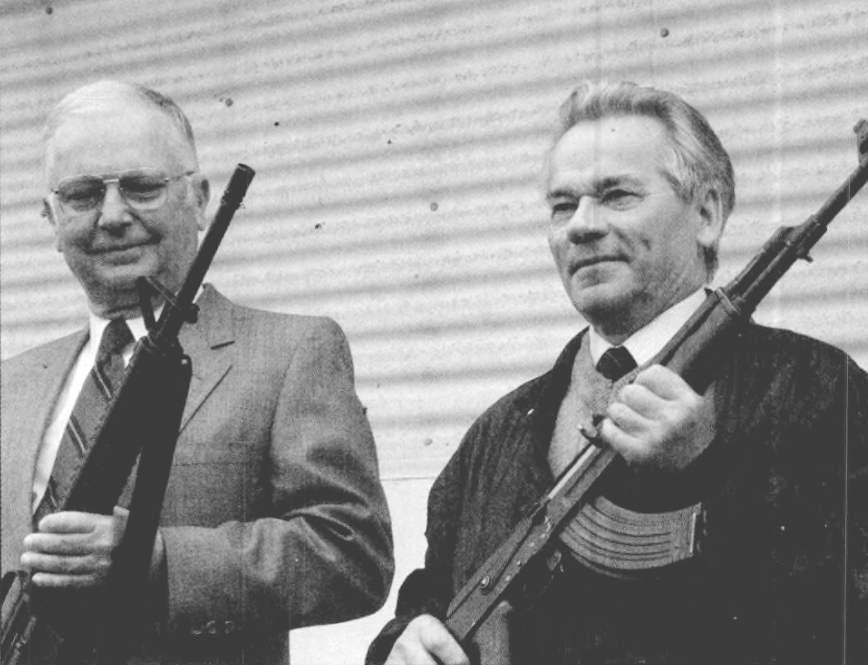
Eugene M. Stoner, à esquerda, e Mikhail T. Kalashnikov seguram os fuzis que projetaram, em maio de 1990.

Em 16 de maio de 1990, Eugene M. Stoner e Mikhail T. Kalashnikov se encontraria pela primeira vez. Eles passariam os próximos dias conversando, compartilhando histórias, fazendo compras, saindo para jantar e visitando Washington DC. Eles visitaram a Smithsonian Institution, o Museu National de Armas de Fogo da NRA e um pavilhão de caça do clube de armas no Star Tannery, para onde foram atirar. Eles também visitariam a base do Corpo de Fuzileiros Navais em Quantico, na Virgínia. Onde eles assistiram novas armas sendo testadas. Durante esta breve visita, ambos os homens, intimamente familiarizados com o trabalho do outro, compartilharam um elo comum e se tornaram amigos, "não precisando de um intérprete para transmitir seus pensamentos". 

## Morte
Eugene Stoner morreu em consequência de um câncer aos 74 anos de idade, em 24 de abril de 1997, e mais tarde foi enterrado no Cemitério Nacional de Quantico, em Quantico, Virgínia.
Ele viveu com sua esposa, Barbara Hitt Stoner, com quem se casou em 1965; sua primeira esposa, Jean Stoner Mahony, de Newport Beach, Califórnia, de quem se divorciou em 1962; quatro filhos de seu primeiro casamento, Patricia Magee, de Alpine, Wyoming; Susan Kleinpell, de Bloomfield Hills, Michigan; Deirdre Elmore de Tiburon, Califórnia; e, Michael de Minneapolis, sete netos e quatro bisnetos.

## Projetos de Armas

### Projetos da Armalite
- AR-3
- AR-5
- AR-7
- AR-9
- AR-10
- AR-11
- AR-12
- AR-15
- M16
- AR-16
- AR-18
- AR-180

### Outros projetos
- Stoner 62 / Stoner 63
- TRW 6425 25 mm "Bushmaster" canhão auto
- ARES FMG (Metralhadora dobrável)
- Ares Light Machine Gun (A.K.A. o "Stoner 86")
- Advanced Individual Weapon System (AIWS)
- Future Assault Rifle Concept (FARC)
- SR-25 (Mark 11 Mod 0 Sniper Rifle da marinha dos Estados Unidos)
- SR-15
- Stoner 96
- SR-50